# Sonata para piano n.º 2 (Bomtempo)
A Sonata para piano, Op. 5 foi a segunda sonata escrita pelo compositor português João Domingos Bomtempo. Na tonalidade de dó menor, esta obra foi composta durante o primeiro período em que o compositor viveu em Paris (provavelmente em 1806) e publicada na mesma cidade pela casa editora Pleyel sob o título original "Grande Sonate Pour le Forte Piano Composée et Dediée à Madame de Genlis par J. D. Bomtempo".
Bomtempo dedicou esta obra a Madame de Genlis.

## Análise
Trata-se de uma sonata de consideráveis proporções, sendo constituída por quatro andamentos:
I. Largo - Allegro;
II. Minuetto - Trio (Presto);
III. Larghetto;
IV. Finale (Presto).

## Circulação
Ao que parece, a partitura desta sonata esteve perdida durante, pelo menos, cerca de um século, o que afectou decerto a sua circulação. Já em 1900, Ernesto Vieira mostra dúvidas quanto à enumeração do opus 5 de Bomtempo; e em 1980, Filipe de Sousa admite também que "nunca a viu [a partitura]"[carece de fontes?].
Foi encontrada nos anos 90 do séc. XX um exemplar da primeira edição (Paris-Pleyel) na Biblioteca da Universidade de Standford, tendo sido posteriormente editada pela editora portuguesa Musicoteca.
Foi gravada em 1998 pela pianista portuguesa Gabriela Canavilhas.